# Вълнист папагал
Вълнистият папагал (Melopsittacus undulatus) е малък папагал, принадлежащ към триба на Платицерсини (Platycercini); понякога смятан за подсемейство на Platycercinae. Той е единственият вид от австралийския род Melopsittacus и понякога e изолиран в самостоятелна триба — Melopsittacini, въпреки че вероятно е много свързан със земния папагал и неофемите. Вълнистият папагал обитава по-сухата част на Австралия и е преживял последните пет милиона години в пустинната част на този континент. Живее на ята в полупустинни и степни местности и предпочита участъци с редки дървета. Продължителността на живота му е около 15 години (в домашни условия при правилно хранене и подходящи грижи).

## Етимология
Името на рода Melopsittacus идва от древногръцки и означава „мелодичен папагал“. Името на вида undulatus идва от латински и означава „вълнист“ или „вълнообразен“.

## Класификация
Обикновено водещите изследователи смятат, че вълнистият папагал е свързващотото звено между род неофеми и земен папагал, твърденията им се опират на начина на подреждане на перата при тези родове. Последните филогенни базирани на ДНК изследвания обаче постявят вълнистия папагал по-близо до лоритата и смокиновите папагали (триба Cyclopsittacini).

## Описание
Вълнистите папагали в своето естествено местообитание са дълги 18 cm и тежат 30-40 g, имат светлозелено тяло или светлосиньо (корем и трътка), гърбът им и покривните пера са на черни ивици (по-светлочерни при младите птици) и жълти „вълнички“. Челото и лицето са жълти при възрастните, а при младите птици имат тъмни ивици около восковицата, които изчезват, когато папагалите си сменят оперението на 3-4-месечна възраст.
Имат малки виолетови „кръпки“ върху бузите си и серия от три черни петънца от двете страни на гърлото си. Двете най-отдалечени черни петънца са точно под виолетовите „кръпки“. Опашката е кобалтова (тъмносиня), външните пера са с жълти ивици. Крилата им имат зелено-черни летателни пера и перата върху крилата са черни с жълти ивици, а когато летят или си разперят крилата, се образува синя лента напречно на крилата им. Клюнът им е маслиненосив, краката им са синьосиви със зигодактилни пръсти..
Вълнистите папагали обитаващи своя естествен хабитат в Австралия са по-малки от събратята си, отглеждани в плен. Специално този вид папагал се отглежда в плен в много други цветове и нюанси (синьо, синьозелено, зелено, сивозелено, сиво, виолетово, бяло, жълто и други). Въпреки това в магазините за домашни любимци се намират най-често в синьо, зелено и жълто. Перушината на вълнистия папагал флуоресцира под ултравиолетова светлина (както и при повечето други видове папагали). Феноменът вероятно е свързан с ухажването и подбора на партньор.
Цветът на восковицата (мястото, където са разположени ноздрите) е различен при различните полове: кралскосиня при мъжките, бледокафява до бяла при неразмножаващите се или кафява при размножаващите се женски; розова и при двата пола докато са още малки (понякога при половонезрелите мъжки е лилаворозова). Някои женски вълнисти папагали развиват кафява восковица само през размножителния период и след това изчезва. Младите женски често могат да бъдат идентифицирани по тебеширенобелите кръгове, които се образуват около ноздрите. Мъжките, които са или албиноси, или тъмнооки (Dark-Eyed-Clear – рядък вид), или лутино и/или арлекини (Harlequin), остават с виолетоворозова восковица (като малките) през целия си живот.
Обикновено е доста лесно да се определи полът на вълнисто папагалче, което е над шест месеца – освен по цвета на восковицата и по поведението и формата на главата му.
Восковиците на половозрелите мъжки варират от светлосиньо до тъмносиньо, но може да варират от виолетово до розово при някои мутации (тъмнооки, арлекини, рецесивно шарени, лутино и албиноси). Освен това имат доста обли глави. Мъжките са ведри, флиртуват, по-социални са и са много гласовити.
Восковиците на женските розовеят докато са млади птици, а след това стават кафяви при половозрелите птици. Женските типично са доминантни и социално нетолерантни. 

### Зрение
Вълнистите папагали като повечето птици имат тетрахроматично зрение, но всички четири класа изискват пълния спектър на слънчевата светлина. Известно е, че вълнистите папагали виждат в ултравиолетовия спектър, който осветява перата им, за да привлекат женски. Точките на гърлото им са забележителни с това, че отразяват ултравиолетовите лъчи, както и отличават една птица от друга.
Когато вълнистият папагал е на 1-5 месеца няма ирис, а когато стане над 5 месеца му се появява.

### Мутации
Всички вълнисти папагали в плен се делят на две групи: с бяла основа (сини, сиви, бели и други) и/или с жълта основа (зелени, сивозелени, жълти и др.). Има най-малко 32 главни мутации при вълнистите папагали, както и стотици второстепенни мутации (смесени главни мутации).

## Разпространение и хабитат
Вълнистите папагали са птици-номади и са разпространени в отворени хабитати, главно в Австралийските полета и гори. Птиците обикновено се движат на малки ята, но ако са изложени на лоши условия, могат да създадат по-големи ята. При движението най-важно за ятото е да е близо до храна и вода. Сушата може да накара ятото да потърси горски или крайбрежни местности. Хранят се със семена от спинифекс, трева, плевели и понякога с узряла пшеница.
Има данни от 1940 г. в Сейнт Питърсбърг, Флорида, Съединени американски щати за избягали вълнисти папагали, които са се приспособили към средата там. Сега техният брой е намалял, вероятно изместени в борбата за храна от скорци и врабчета.

## Поведение

### Диета
Вълнистите папагали в плен ядат основно сухи или покълнали семена, въпреки че в естествената си среда в Австралия ядат основно трева и семена. Диета само от семена не е адекватна за вълнисти папагали (както и за другите видове папагали). Ветеринарите препоръчват следните храни:
- Зърнени култури: амарант, ечемик, лен, овес, див ориз.
- Зеленина и / или плевели:
  -  главно; броколи и / или лист от карфиол, листа от зеле, листа от глухарче, листа от горчица, марули.
  -  рядко; листа от амарант, листа от цвекло, спанак и листа от ряпа. Всички тези разстения имат високо съдържание на оксалова киселина, която индуцира производството на калциев оксалат (кристали / камъни), чрез свързване на калций и други минерали в храни, които поемат. Това води до калциеви недостатъци и / или хипокалцемия в по-леки случаи. В по-тежки случаи засяга черния дроб и / или други вътрешни органи.

- Плодове (без авокадо, което е отровно): всички видове ябълка, банан, всички ягодови сортове, всички цитрусови плодове, грозде, киви, манго, пъпеш, нектарина, папая, праскова, всички видове сливи, боровинки, нар, малини.

- Зеленчуци (без неготвени картофи, неготвен лук както и без всички гъби): цвекло, броколи, карфиол, моркови, краставици, всички сортове зеле, свежи марули, домати, ряпа, тиквички.

- Гранули специална формула за вълнисти папагали, за австралийски тревни папагали и / или малки папагали.

Благодарение на тези допълнителни хранителни вещества, папагалите избягват затлъстяването и липомите. Възрастните вълнисти папагали трудно свикват на нова диета, затова трябва от малки да им се предлага разнообразна храна. Папагалите (в частност вълнистите папагали) се учат на нови неща като подражават, възрастните папагали могат да се научат да ядат нова храна, като гледат друга птица да яде такава храна или като бъде поставена храната върху огледало.
Вълнистите папагали са растителноядни. Следователно цялата им диета трябва да е базирана на растения, в това число зеленчукови протеини. Сварените яйца са единственият подходящ животински протеин, подходящ е за мътещи и подрастващи птици, при смяна на перата или при възстановяващи процедури. Високи равнища на протеини (особено животински) не са здравословни за вълнисти папагали и други тревни папагали, живеещи в плен.
Алкохол, авокадо, шоколад, кофеин, продукти съдържащи лактоза (мляко), чесън, лук, магданоз са отровни за папагалите и не бива да се хранят с тях. 
Дивите вълнисти папагали са еволюирали около евкалиптови дръвчета и за над милион години са създали изключително здрава връзка с дървото и неговите листа.

### Размножаване
Размножаването в дивата природа е между юни и септември в северната част на Австралия и между август и януари в южната. При все това вълнистите папагали гнездят само когато имат условия за това: в зависимост от дъждовете, когато семената на тревите са в изобилие. Популациите на места са се увеличили, заради увеличилите се водни източници (най-вече от фермите).
Вълнистите папагали показват привързаност помежду си, като си чистят перата и се хранят взаимно. Единият яде храна и я повръща след това в клюна на партньора си.
Вълнистите папагали, пристъпват лесно към мътене, когато им се осигури кутия за гнездене. Гнездото може да е в дупка на дърво, пощенска кутия на оградата или дори пън, лежащ на земята; 4-6 яйца се мътят за 18-21 дни, малките се отделят след 30 дни. Яйцата са от един до два сантиметра и са обикновено бели, без никакво оцветяване. Женските могат да снесат и без да имат мъжки партнъор, но тогава естествено яйцата няма да се измътят. Когато женската започне да снася, восковицата ѝ става по-кафява. Женският вълнист папагал снася своите яйца през ден. След първото обикновено има разстояние от два дни до следващото. Снесените яйца са от четири до осем, започва мътенето след като снесе второто или третото яйце (общо трае по 21 дни).. Женската излиза само за бърза дефекация, а когато малките се излюпят, се хранят най-често от мъжкия (обикновено от входа на гнездото). В зависимост от броя на яйцата, разликата между първото и последното пиле може да е от 9 до 16 дни.

### Трудности при размножаването
Трудностите при размножаването възникват по редица причини. Някои пиленца могат да умрат от болест или да бъдат убити от възрастни вълнисти папагали. Други (най-вече женските) могат да се бият около гнездото, като атакуват женската с малките. Понякога (особено мъжките) не са заинтерсовани от противоположния пол. За да се стимулира размножаването, добре е да има няколко двойки. Друг проблем може да бъде обратната захапка, когато долната част на човката (мандибула) е над горната част.
Всички заболявания и физически аномалии при вълнистите папагали са генетични. Важно е за размножаване да се подбират активни и здрави птици без роднински връзки помежду си. Вълнисти папагали, които има мастни тумори, не трябва да се допускат до размножаване. Паразити (въшки, акари и червеи) и патогени (бактерии, гъби и вируси) са заразни и се разпрастраняват между птиците директно или индиректно. Кутиите за гнездене трябва да се почистват преди да се използват от нова двойка. Краката на младите птички се повреждат, ако на дъното на кутията няма гнездови материал (стърготини). Може да се постави и хартия в гнездото, която ще бъде използвана от женската за гнездови материал.

### Развитие на малките
Отнема 18-20 дни, за да се измътят малките. Новоизлюпените са слепи, голи, безпомощни и майка им ги храни на всеки час, денонощно. На около 10-ия ден пиленцата си отварят очите и започва да им расте мъх. Ако им се слагат пръстени, трябва да са не по-малки и не по-големи от 4.0 до 4.2 мм.
Започват да развиват пера на възраст 3 седмици. (Вече може да се разбере каква мутация ще бъдат.) На този етап от развитието на пилетата мъжкият започва да помага за носенето на храна и храненето на малките. Някои от женските обаче тотално забраняват на мъжките си да влизат в гнездото, поемайки цялата отговорност по отглеждането на малките.
С порастването на перата, пилета могат да бъдат оставяни сами. На около пет седмици те са вече достатъчно здрави, така че родителите прекарват повече време навън. В начало малките само разперват крилата си, преди да се опитат да летят. Започват да помагат при защитата на гнездото с високите си писъци. Обикновено на петата седмица напускат гнездото, седмица по-късно са напълно самостоятелни. Възрастта, в която стават самостоятелни е различна, в зависимост от това дали са най-малките или най-големите, или е единствено пиленце. Общо взето, първото измътено пиле илиза първо от гнездото. Въпреки че е логично най-малкото да излети последно от гнездото, това рядко е така. Възможно е това да става, защото подражава на по-големите. Едиствените пиленца обикновено стават много рано самостоятелни, защото родителите им се грижат само за тях.
Ръчно хранените папагали по-късно стават самостоятелни. Но ръчно-хранените вълнисти папагали са рядкост, защото е много рисково заради техните размери (прекалено са малки), а и не е нужно, защото пилета от млади родители лесно се опитомяват.

## Като домашни любимци
Вълнистите папагали са един от двата вида папагали, които са изцяло питомни заедно с червенобузата неразделка (Agapornis roseicollis). Широко известно е, че те са най-разпространените папагали като домашни любимци и може би най-разпространените кафезни птици. Вълнистите папагали се отглеждат в плен от 1850 година. Птицевъдите са работили много години, за да създадат голямо разнообразие от цветове, шарки като албинос, сини, дантеленокрилати, светлокрили, качулати, тъмни, сивокрили, опалини, пъстри, виолетови.
Стандартните (още Английски изложбени) вълнисти папагали са около два пъти по-големи от дивите си събратя. Тяхната големина и пухкава и уголемена глава им предава „смел“ вид. Очите и клюнът могат да бъдат почти изцяло скрити от перушината на главата. Изложбеният вълнист папагал е по-скъп от обикновения, но живее по-малко от него: 7-9 години. Собствениците на изложбения вид често участват в конкурси. Всички останали вълнисти папапагали, които се продават като домашни любимци, са подобни по големина на дивите си събратя.
Вълнистите папагали са интелигентни и социални животни, обичат да играят с играчки, да общуват с хората или други вълнисти папагали. Типично за тях е, че обичат да дъвчат дървесина, особено женските. Когато се чувстват застрашени, се качват на най-високото място в клетката и се опитват да изглеждат слаби, като притискат перушината към тялото си.
Питомният вълнист папагал може да се обучи да говори, да свири мелодии и да играе с хората. И мъжките, и женските свирят и могат да се научат да имитират звуци и думи и да правят прости номера. И в пеенето, и в имитирането мъжките са по-добри. Женските, ако въобще се научат да говорят, могат да научат не повече от десетина думи. Мъжките лесно научават думи и могат да научат от няколко десетки до сто думи. Научават се тези, които получават повече внимание и време от собствениците си.
В плен вълнистите папагали живеят средно от пет до осем години, но има случаи да живеят 15-20 години, ако са се грижили добре за тях. Продължителността на живота зависи от тяхното потекло, както и от здравето им, което зависи най-вече от упражненията, които правят и храната им.
Вълнистите папагали (както повечето други видове папагали), и по-специално женските, обичат да дъвчат всичко, което намерят в обкръжаващата ги среда. Това идва от вродения инстинкт на дивите папагали женската да приготвя материали за интериора и екстериора на гнездата. Минералните блокове (богати на йод), сепийната кост и дървените материали трябва да се осигуряват, за да се задоволи желанието им да дъвчат, като освен това, те помагат при запазването на клюновете им с нормална дължина.
Любителите на птици често коментират индивидуалността на птиците. Вълнистите папагали имат различни предпочитания относно доколко могат да допуснат човека до себе си, какви са любимите им играчки, дори каква музика харесват и към коя са безразлични.

### Изисквания за клетката
Вълнистите папагали са малки, но много активни и енергични птички. Абсолютният минимум за големина на клетка за един или два вълнисти папагала е 46 cm дължина и 46 cm височина. Въпреки това колкото е по-голяма клетката, толкова по-добре е за папагалите. Идеалната клетка е по-скоро дълга отколкото висока, защото те летят хоризонтално, а не вертикално; добра дължина е 76 cm. Не бива да има по-голямо разстояние от 1,3 cm между решетките на клетката.
Не е добра идея да се поставят няколко женски в една клетка.
Вълнистите папагали са сравнително лесни за опитомяване и развъждане.

## Човешка реч
Мъжките вълнисти папагали са сред петте папагала, които са най-добри имитатори на човешка реч заедно с Psittacus erithacus (Жако), Амазона, Електус и Psittacula (Александър).
Вълнист папагал на име Пук държи световния рекорд по най-много думи, научени от птица – 1728 думи. Пук е бил мъжки вълнист папагал, собственост на америанката Камила Джордан, починал през 1994 г., рекордът му е публикуван в издание от 1995 г. на Световни рекорди на Гинес. Според неговата собственичка, той е показвал умения за римуване, хумор, и дори наченки на общуване.